# Tarrafa

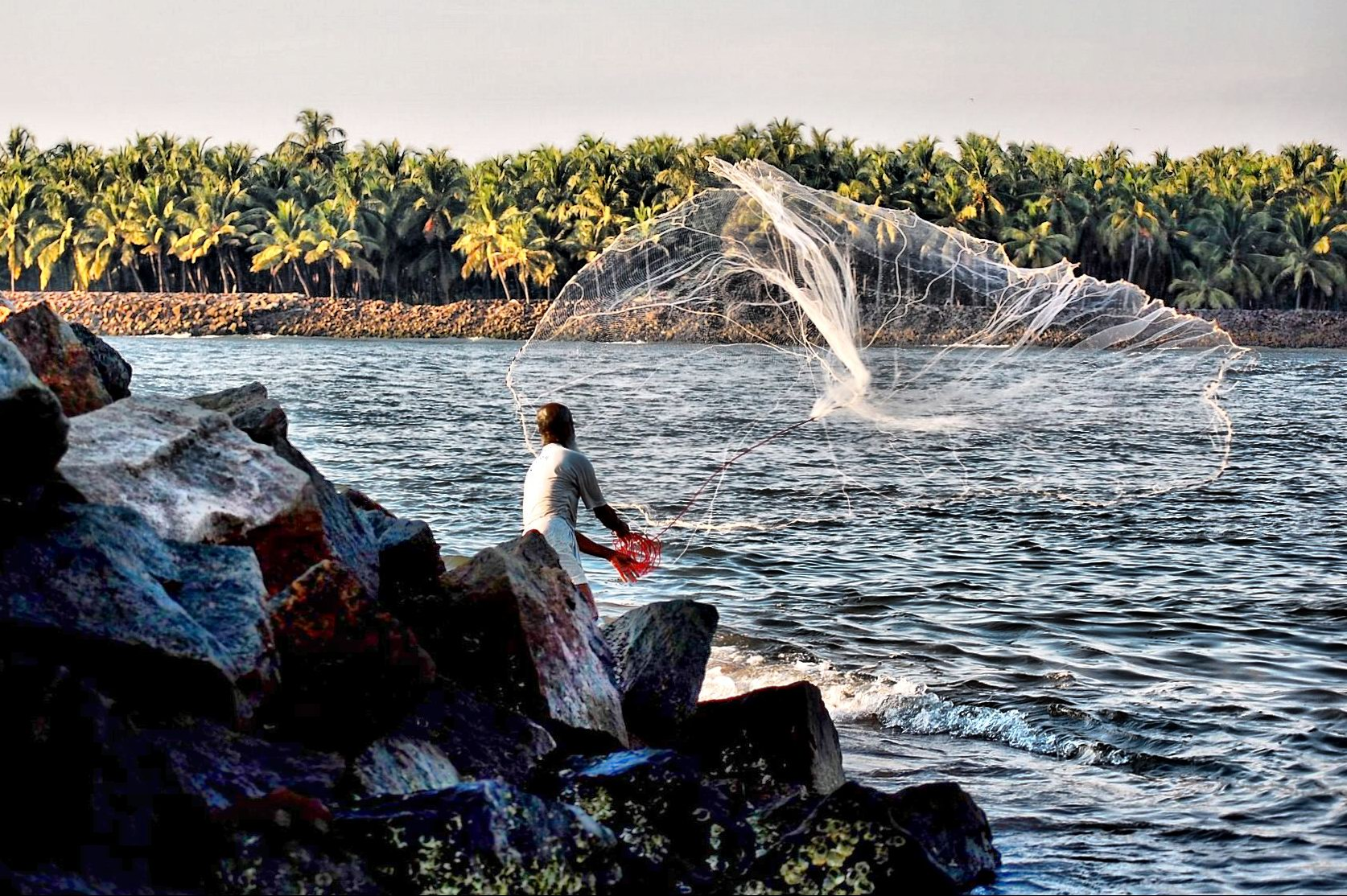
Um pescador lançando uma tarrafa em Kerala, Índia

A tarrafa é uma arte de pesca/petrecho em forma de rede de pesca circular com pequenos pesos distribuídos em torno de toda a circunferência de sua malha (principal componente da rede de pesca).
A tarrafa é arremessada geralmente com as mãos, de tal maneira que esta se abra o máximo possível antes de cair na água. Ao entrar em contato com a água, a rede afunda imediatamente.  Jogar uma tarrafa exige prática e técnica; para conseguir uma abertura total da rede, é preciso jogá-la de tal maneira que esta se abra por completo no ar.  É ainda necessário ter precisão ao jogá-la para que caia no local desejado, para que os peixes que estiverem dentro do diâmetro da tarrafa fiquem presos. Em seguida, o pescador puxa a tarrafa, de maneira que diminui seu diâmetro, enroscando assim os peixes na malha. A seguir, retira a rede da água. Esta técnica de pescaria vem sendo utilizada há milhares de anos, passando por diversas modificações.

## Construção e técnica
Atualmente as tarrafas possuem um raio que varia de 1,2 a 3,6 metros. Somente pessoas fortes em alguns casos conseguem puxar a rede, haja vista que esta pode estar cheia de peixes.  Os pesos (chumbos) são distribuídos ao redor da rede (nas bordas da malha) e pesam em média 1,5 kg por metro. Anexado à rede, no seu centro, há uma corda cuja finalidade é puxá-la.  Esta corda fica presa no punho do pescador, não atrapalhando-o no momento de jogar a rede.  Ao puxá-la, a circunferência vai diminuindo e, assim, os peixes vão ficando concentrados no meio dela. Junto aos pesos, ocorre uma dobra para o lado contrário da rede, que normalmente é chamada de "saco",que é uma espécie de reservatório onde os peixes ficam quando o pescador a puxa na vertical. Raras vezes algumas sao feitas c/ correntes ao inves de chumbos.
As tarrafas funcionam melhor em profundidades inferiores ao seu raio.  Um dos grandes problemas ao jogar a tarrafa está no fato de que esta se enrosca com facilidade em qualquer objeto submerso, como por exemplo, galhos, pedras ou tocos de árvores. Muitas vezes é necessário que o pescador se metas na agua para desenrolá-la destes obstáculos; caso contrário, é muito provavel que a malha arrebente.
A tarrafa pode ser jogada de um trapiche, uma beira de rio ou mar (praia), de dentro de uma embarcação miúda, ou em qualquer lugar onde seja possível arremessá-la.
Variam em suas medidas as quais destacam-se o diametro(boca),altura(comprimento quando pendurada),largura da malha(limite do peixe),espessura da linha e o peso total da rede.

## Pesca artesanal
A pesca artesanal é uma atividade com função socioeconômica, ocupação de mão-de-obra, geração de renda e, oferta de alimentos para a população, praticado por diversos de petrechos e, com mão-de-obra familiar.
Segundo Cristiane Silva Nogueira: "O pescador artesanal é aquele que utiliza instrumentos e técnicas adequadas às condições ambientais, tais como: linha-de-mão, espinhel, malhadeira e outras artes de pesca. Realizam esta atividade o ano todo com seus familiares e companheiros com a finalidade de suprir suas necessidades básicas alimentares e geração de renda".

## Galeria

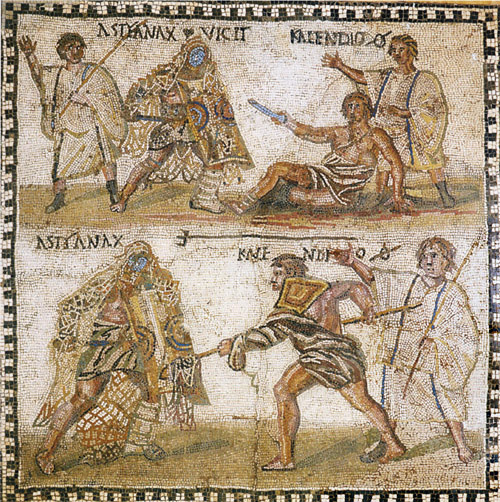
Mosaico, século 4 d.C.

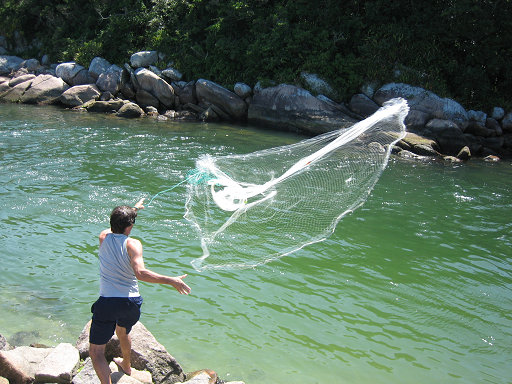
Uma tarrafa sendo jogada em Barra da Lagoa, Florianópolis, Brasil
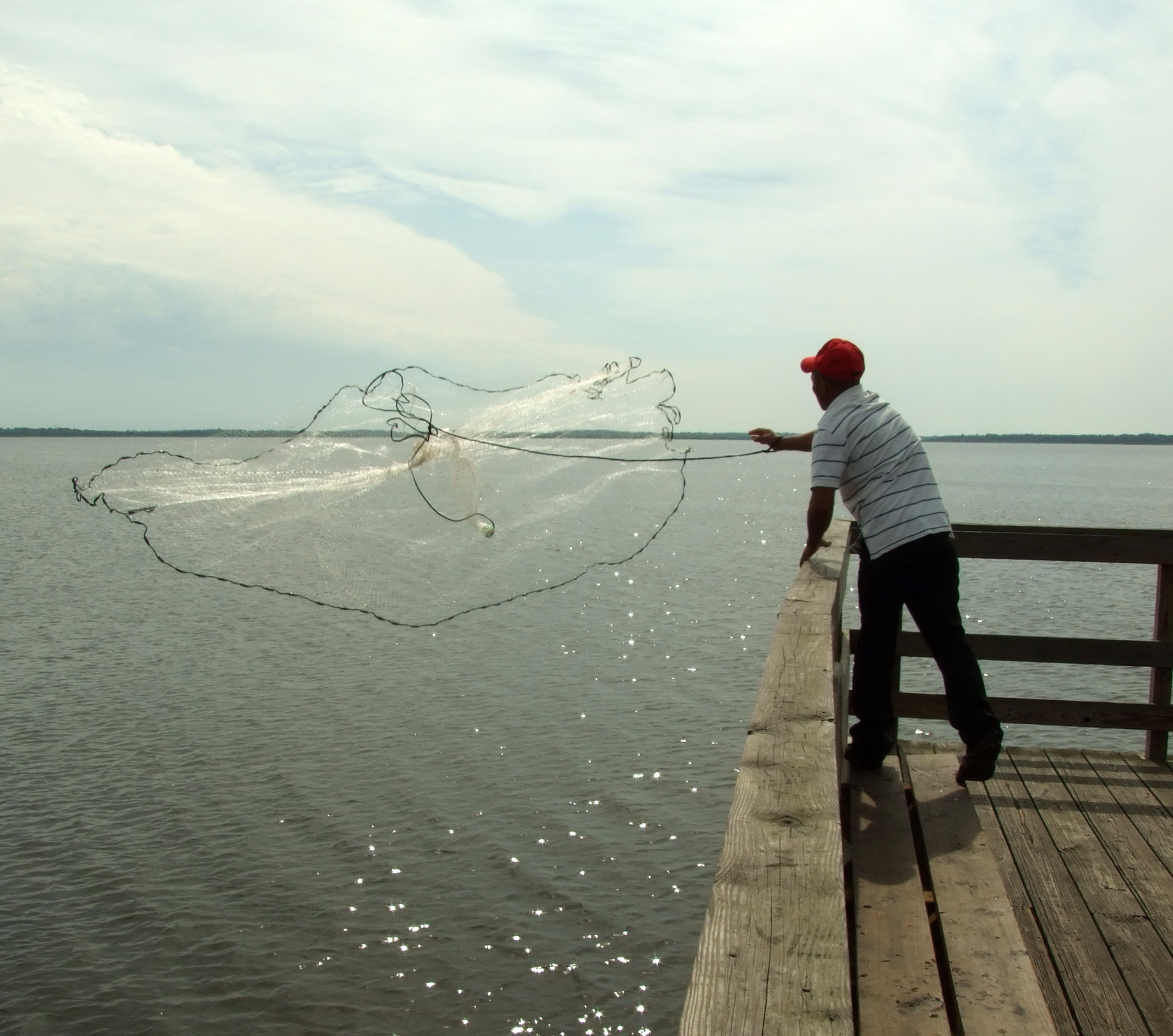
Pescando de tarrafa.
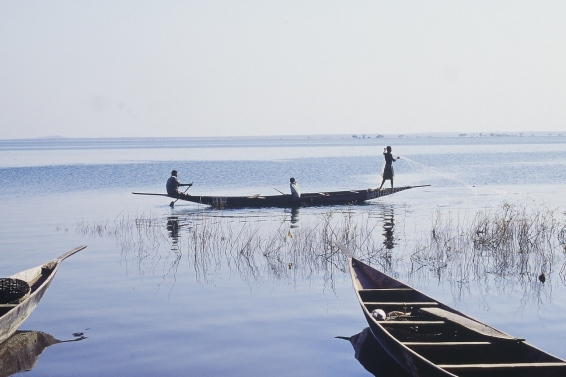
Um pescador jogando a tarrafa Lake Sélingué, Mali.
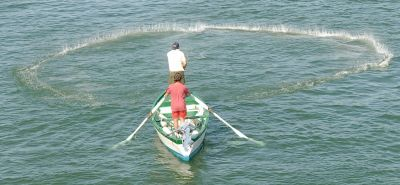
Pesca de tarrafa num barco no rio Magra, Itália

## Arte de pesca
Os petrechos da pesca artesanal podem ser classificados em:
- técnicas fixas: curral; fuzarca; matapi; muzuá/covo; tapagem; zangaria, e;[5] tapagem/cacuri.[7]
- técnicas móveis: arrastão; espinhel/palangre; linha de mão; malhadeira, e; tarrafa.

Outros petrechos de pesca: guizo; poitamento; timbó; cavalinho; pari; fisga; garateia; arpão; puçá; caniço; rabiola; socó; moponga; paneirão.